# Matrice unitaire
 (février 2025).
En algèbre linéaire, une matrice carrée U à coefficients complexes est dite unitaire si elle vérifie les égalités :
où la matrice adjointe de U est notée U* (ou U† en physique, et plus particulièrement en mécanique quantique) et I désigne la matrice identité.
L'ensemble des matrices unitaires de taille n forme le groupe unitaire U(n).
Les matrices unitaires carrées à coefficients réels sont les matrices orthogonales.

## Propriétés
Toute matrice unitaire U vérifie les propriétés suivantes :
- son déterminant est de module 1 ;
- ses vecteurs propres sont orthogonaux ;
- U est diagonalisable :{\displaystyle \mathrm {U} =\mathrm {V} \mathrm {D} \mathrm {V} ^{*}} où V est une matrice unitaire et D est une matrice diagonale et unitaire ;
- U peut s'écrire sous la forme d'une exponentielle d'une matrice :{\displaystyle \mathrm {U} =\exp(\mathrm {i} \mathrm {H} )} où i est l'unité imaginaire et H est une matrice hermitienne.
- U est normale.

## Propositions équivalentes
Soit U une matrice carrée de taille n à coefficients complexes ; les cinq propositions suivantes sont équivalentes :
- U est unitaire ;
- U*  est unitaire ;
- U est inversible et son inverse est U* ;
- les colonnes de U forment une base orthonormale pour le produit hermitien canonique sur ℂn ;
- U est normale et ses valeurs propres sont de module 1.

## Cas particuliers
Les matrices unités sont des matrices unitaires.